# Tu ets el següent
Tu ets el següent (títol original en anglès, You're Next) és una pel·lícula slasher estatunidenca de 2011 dirigida i editada per Adam Wingard, escrita per Simon Barrett i protagonitzada per Sharni Vinson, Nicholas Tucci, Wendy Glenn, A. J. Bowen, Joe Swanberg, Barbara Crampton i Rob Moran. La trama tracta d'una família alienada atacada per un grup d'agressors emmascarats durant una reunió familiar. S'ha doblat i subtitulat al català i al valencià.
La pel·lícula es va estrenar al programa Midnight Madness del Festival Internacional de Cinema de Toronto de 2011 i es va estrenar a les sales el 23 d'agost de 2013 als Estats Units. La pel·lícula va recaptar més de 26 milions de dòlars d'un pressupost de producció d'un milió, i des de llavors ha guanyat un seguiment de culte.

## Repartiment
- Sharni Vinson com a Erin
- Nicholas Tucci com a Felix Davison
- Wendy Glenn com a Zee
- A. J. Bowen com a Crispin Davison
- Joe Swanberg com a Drake Davison
- Rob Moran com a Paul Davison
- Barbara Crampton com a Aubrey Davison
- Sarah Myers com a Kelly Davison
- Amy Seimetz com a Aimee Davison
- Ti West com a Tariq
- Lane Hughes com a Tom/Wolf Mask
- L.C. Holt com a Craig/Lamb Mask
- Simon Barrett com a Dave/Tiger Mask
- Larry Fessenden com a Erik Harson
- Kate Lyn Sheil com a Talia
- Calvin Reeder com l'oficial Trubiano